# Air Finland
Air Finland was een Finse luchtvaartmaatschappij met Vantaa als thuisbasis is. Op 26 juni 2012 werd de vluchtuitvoering van Air Finland gestaakt wegens financiële problemen.

## Geschiedenis
Air Finland werd opgericht in 2002. In 2007 werd 55% opgekocht door Berling Capital Group. De overige 45% bleef in handen van het management van de maatschappij.
Air Finland concurreerde met Finnair Leisure, de vakantiedivisie van Finnair. De Boeing 757’s van de maatschappij vlogen Finse toeristen naar vakantiebestemmingen rond de Middellandse Zee en op de Canarische Eilanden.
Hun toestellen inclusief bemanning werden vaak aan andere maatschappijen verhuurd.

## Vloot
De vloot van Air Finland bestond op 20 juni 2012 uit 3 Boeing B757-200s.

### Vlootuitvoering
De vliegtuigen van Air Finland kregen begin oktober 2010 een kleurenschema, dat ontworpen werd door het Tilburgs designbureau Lila Design. In het ontwerp komt duidelijk de Finse vlag naar voren. De kleuren blauw en wit voeren de boventoon. Het logo van de maatschappij is bewaard gebleven en komt terug op de motoren. In het vorige kleurenschema werd dit logo levensgroot op de staart aangebracht.